# Хелденштајн
Хелденштајн (њем. Heldenstein) општина је у њемачкој савезној држави Баварска. Једно је од 31 општинског средишта округа Милдорф ам Ин. Према процјени из 2010. у општини је живјело 2.382 становника. Посједује регионалну шифру (AGS) 9183120.

## Географски и демографски подаци
Хелденштајн се налази у савезној држави Баварска у округу Милдорф ам Ин. Општина се налази на надморској висини од 450 метара. Површина општине износи 19,8 km². У самом мјесту је, према процјени из 2010. године, живјело 2.382 становника. Просјечна густина становништва износи 120 становника/km².